# Szathmári Paksi Mihály (tanár, 1683–1744)
Szathmári Paksi Mihály (Mezőkaszony, Bereg megye, 1683 – 1744. június 2.) tanár, református főiskolai igazgató.

## Élete
Szathmári Paksi István református lelkész-író és Békési Anna fia. Mint korán árvaságra jutott gyermek, a gyulafehérvári kollégiumba ment és ott alsóbb tanulmányait dicséretesen végezte; ekkor visszament Magyarországra, s az akkori tállyai iskolába lépett és itteni pályájának befejezése után Nagygyőrbe hívták meg tanítónak; onnan visszatért tanulókkal 1703-ban Sárospatakra, hogy teológiai tanulását befejezte. 1708-ban Tokaj városába kapott meghívást tanítónak, ahonnan azután külföldre indult; 1710-ben a franekeri, később az utrechti egyetemre iratkozott be. 1711-ben tért haza s ezen év végén tokaji lelkésznek választották. Ugyanezen év őszén feleségül vette Ember Juditot, Debreceni Ember Pál lányát. Gyorsan terjedt jó híre és 1716. február 21-én az erdélyi református főkonzisztórium meghívta a gyulafehérvári kollégiumba a bölcselet és természettudományok tanítására. Innen március 27-én elűzött iskolájával Boroskrakkóba (Alsó-Fehér vármegye), 1716. december 2-án Marosvásárhelyre kellett vonulnia, ahol előbb mint vendég, 1718. április 30-tól pedig ugyanott az egyesült sárospatak-gyulafehérvár-marosvásárhelyi kollégiumban folytatta működését. 1719-től a teológiai tudományokat adta elő. 1728-ban az erdélyi egyházkerületnek generális notáriusává választották a püspökségre következés jogával. Ezt azonban nem várta be, amennyiben 1734. szeptember 3-án a sárospataki kollégium igazgatására hívták meg, az év augusztusában odaköltözött s haláláig ott működött, úgy is mint a zempléni egyházmegye esperese. Teológiai irányára nézve a típusok keresésébe mélyedt coccejanusok közé tartozott.

## Munkái
- Gyászbeszéd Bethlen Elek fölött... 1717
- Physica contracta juxta principia Neotericorum, in usus collegii Marosvásárhelyiensis concinnata. Claudiopoli, 1719
- Bethlen Judit Kölcséri Sámuelné fölött oratio... uo., 1720
- Nemes ajándékok tüköre, tekint. Petki Nagy Sámuel urfi. Kit szomorú, de boldog halála után is ez együgyü oratiónak ereje szerint megeleveníteni kivánt 1723. eszt. Szent-Iván havának 12. napján. Uo. 1723
- Szomorú halotti pompa ... Kemény Simonnak és fiának Kemény Jánosnak... koporsóba tétetésekor ... Uo. 1724. (Többek beszédeivel együtt.)
- Isten oskolája ... Bethlen Julia Wass Lászlóné felett gyászbeszéd ... 1731
- Sátán harczain és kisértetein győzedelmeskedő kegyelem ... Széki Teleki Pál ... felett gyászbeszéd. Uo. 1732
- Lázár Mária ... Bethlen Samuné felett könyörgés és prédikáczió. 1732
- Tyrocinium emblematico propheticum seu meditationes in S. Jobi cap. XXXVIII. Franequerae, 1732
- Teleki József felett prédikáczió ... 1733
- Testi dolgokkal való gazdagságnak hijjába valósága, mellyről, néhai régi úri törsökű Pongrátz Nagy Mihályi János ... özvegye, mélt. Széki Teleki Judit gróf asszonynak ... utósó megtiszteltetése alkalmatosságával, a gernyeszegi nagyobbik palotán világosan tanított ... 1733. okt. 11. Kolozsvár, 1734 (Mások gyászbeszédeivel együtt)
- Halotti oratio ... Vesselényi István ... és neje Bánffi Kata felett 1734. aug. 22. ... a temető helyen. uo. 1734
- Dissertatio de arbore scientiae boni et mali, seu: vite ferali, litterali et mystica. Ugyanott, 1736

Latin verse Pápai Páriz Ferenc halálára (1717), Üdvözlő verse István nevű fiához (1743)

### Kéziratban maradt
Házasulandók praescriptiója, Vargyasi Dániel István és gróf Teleki Judita menyegzőjökre, 1731 (Székely Naptárban 1884) Tokajban öt év alatt írt munkái